# Chlamydoselachus tobleri
Chlamydoselachus tobleri è una specie estinta di squalo dal collare che visse, forse, durante l'Oligocene o il Miocene. Un unico dente fossile, poi andato perduto, fu trovato sull'isola di Trinidad, espulso da un vulcano di fango.
Il dente presentava le tre cuspidi caratteristiche del genere Chlamydoselachus, inoltre a ciò, tra la cuspide centrale e quelle più esterne erano presenti anche un paio di denticoli lunghi e sottili.